# Batistério Neoniano
O Baptistério Neoniano (em italiano:  Battistero Neoniano) em Ravena (Itália) é a mais antiga das oito estruturas de Ravena inscritas na lista do Patrimônio da Humanidade em 1996. Segundo a avaliação ICOMOS deste patrimônio, este é "o melhor e completo exemplo sobrevivente de um batistério dos primeiros tempos do Cristianismo" que "retém a fluidez na representação da figura humana derivada da arte greco-romana".
Em parte construiu-se sobre uma terma romana. Também é chamado de Baptistério ortodoxo (em italiano, degli Ortodossi) para distingui-lo do Batistério ariano construído a pedido do rei ostrogodo Teodorico cerca de cinquenta anos depois. Os dois edifícios, embora destinados à mesma função, eram cada um próprio de uma das duas comunidades cristãs que coexistiam então em Ravena. Era chamado "ortodoxo" no sentido da época, que se referia aos cristãos da "reta" doutrina em contraste com a "heresia" ariana.
Com a mudança da sede episcopal de Classe para Ravena no final do século IV, começou uma nova catedral, a catedral Ursiana (pelo nome do bispo Urso), da qual sobrevivem poucos restos englobados dentro da atual catedral de Ravena. 
A estrutura é de planta centralizada octogonal. Foi construída de tijolo pelo bispo Urso no final do século IV ou princípio do V, como parte da sua grande basílica (destruída em 1734). O batistério foi concluído pelo bispo Neon no final do século V, tempo no que se adicionaram as decorações em mosaico. O solo original fica agora 3 metros sob terra, de maneira que a estrutura propriamente dita e a extensão do edifício não podem ser já vistos. O batistério tinha uma função de propaganda, a fim de incitar as gentes ao batismo.
O design octogonal do edifício, empregue praticamente em todos os batistérios do primeiro cristianismo, simboliza os sete dias da semana mais o Dia da Ressurreição e da Vida Eterna. O oito relacionava-se assim com a ressurreição, sendo a soma de sete, o tempo, mais um, Deus. Esta forma octogonal encontra-se nos monumentos bizantinos ou de inspiração bizantina (como o Domo da Rocha em Jerusalém).
O edifício foi retocado no século XI. Externamente, tem um simples revestimento de tijolo, combinado com arcarias cegas. Ainda que é de planta octogonal, para o exterior parece quadrangular pelas quatro exedras semicirculares nos cantos, são do século X, enquanto as lesenas e arcadas cegas remontam à construção originária e foram tomadas de modelos setentrionais (como a Basílica de Constantino de Tréveris ou a basílica de São Simpliciano de Milão). Há um contraste importante entre o exterior e o interior do edifício, como é típico da arte paleocristã. Os três arcos (símbolo da Trindade) que repousam sobre colunas como fecho para as janelas do interior não se distinguem do exterior, são arcos de descarrega. Este batistério articula-se em dois níveis e mediante pequenos arcos cegos.
O centro da cúpula é ocupado por um mosaico que representa João Batista batizando um Jesus Cristo com barba em pé com água até a cintura no rio Jordão, que é mostrado nos véus. A um lado está um deus pagão das águas com um junco numa mão e uma prenda de roupa na outra, representando o rio Jordão. Mais embaixo e em torno da cena do batismo de Cristo é representada uma procissão dos doze apóstolos em duas direções, acabando com São Pedro encontrando-se com São Paulo.
Há aqui uma certa hierarquia:

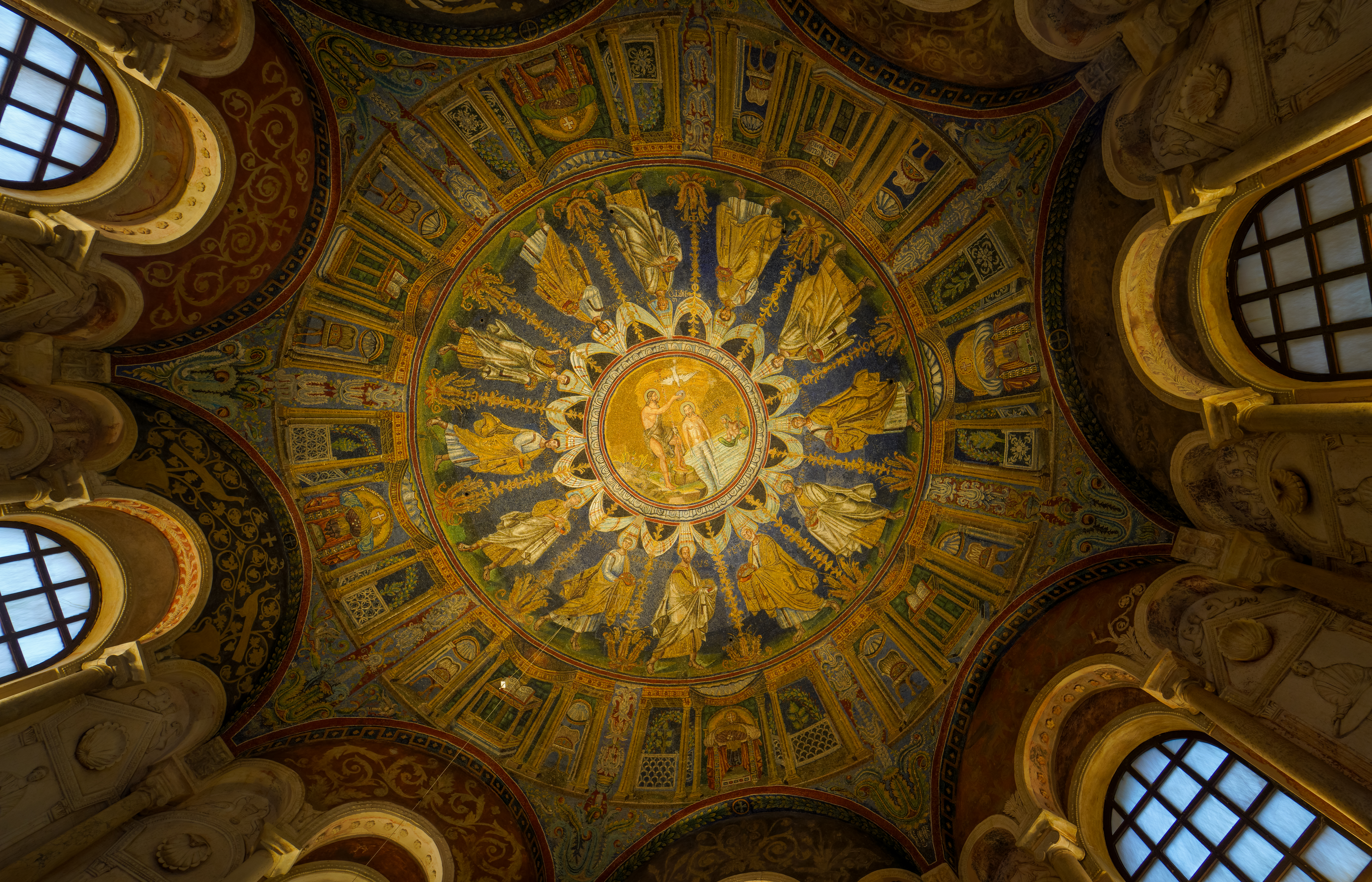
Mosaico no teto do baptistério neoniano.

- primeiro nível: a pia batismal onde se batiza o fiel,
- segundo nível: baixo-relevos representando os profetas com os códices na mão,
- terceiro nível: os doze apóstolos,
- quarto nível: Cristo e a pomba do Espírito Santo.

O batistério tem uma pia monumental e octogonal, usada para batizar os fiéis mediante a imersão total na água. Decoração a base de estuques, mármores e mosaicos.